# Codognan
Codognan este o comună în departamentul Gard din sudul Franței. În 2009 avea o populație de 2.464 de locuitori.

## Evoluția populației
| An        | 1975  | 1982  | 1990  | 1999  | 2006  | 2009  |
| --------- | ----- | ----- | ----- | ----- | ----- | ----- |
| Populație | 1.052 | 1.310 | 1.760 | 1.940 | 2.492 | 2.464 |